# Ambazònia
Ambazònia, també coneguda com a República Federal d'Ambazònia o Estat d'Ambazònia, és una entitat política proclamada pels separatistes anglòfons que busquen la independència del Camerun. Els separatistes afirmen que Ambazònia hauria de constar de la regió nord-oest i la regió sud-oest del Camerun. Des del 2017, els rebels ambazonians han estat involucrats en un conflicte armat amb l'exèrcit camerunès, en el que es coneix com la crisi anglòfona, i han intentat establir governs a l'exili, i les milícies que els donen suport han exercit el control sobre parts del territori reclamat. Cap país ha reconegut l'existència d'Ambazònia a partir del 2025.
Fins al 1961, el territori d'aquestes regions era la part sud d'un territori en fideïcomís britànic, el Camerun britànic, mentre que la resta del Camerun era un territori en fideïcomís francès, el Camerun francès. En el moment de la independència, es va celebrar un plebiscit i els votants del Camerun Meridional van optar per unir-se al Camerun com a estat constituent d'una república federal. Amb el temps, el poder del govern central, dominat pels francòfons, es va expandir a costa de l'autonomia de la regió. Molts habitants s'identifiquen com a anglòfons i els molesta el que perceben com a discriminació i els esforços del govern camerunès per eliminar les institucions legals, administratives, educatives i culturals anglòfones.
El 2016 i el 2017, un moviment de protesta generalitzat es va trobar amb una violenta repressió governamental, que va provocar disturbis i violència contra les forces de seguretat i, el 2017, una declaració unilateral d'independència per part dels líders ambazonians. La violència va evolucionar cap a una guerra de guerrilles i, A 2023, els enfrontaments continuen, amb centres de població i llocs estratègics controlats en gran part pel govern involucrats en accions de contrainsurgència, amb extensions de zones rurals més remotes controlades per milícies separatistes i utilitzades per llançar atacs de guerrilla. Les forces ambazonianes han tingut dificultats per formar un front unit, i els conflictes interns han obstaculitzat els esforços per negociar amb el Camerun o establir el control sobre els diversos grups de milícies involucrats en els combats. La violència contínua ha provocat abusos contra els drets humans àmpliament denunciats per ambdues parts, com ara assassinats indiscriminats de civils, tortura, violació i altres delictes de gènere, detencions injustificades i segrestos.